# Quercus monnula
Quercus monnula är en bokväxtart som beskrevs av Yung Chun Hsu och H.Wei Jen. Quercus monnula ingår i släktet ekar, och familjen bokväxter. Inga underarter finns listade.